# Calul dracului
Calul dracului este o operă literară scrisă de Ion Luca Caragiale. A fost publicată prima oară în „Lupta“, III, nr. 204, 15 noiembrie 1909, p. 2; a fost reluată în „Universul“, numerele din 9 și 10 ianuarie 1910, p. 1, ulterior inclusă în volumul Schițe nouă (1910), p. 253–272. În ediția critică Opere (inițiată în 1939 de Paul Zarifopol și continuată de Șerban Cioculescu), este inclusă în vol. II (1931), p. 244–253; în Opere (ediția din 1959–1964, sub îngrijirea lui Al. Rosetti, Șerban Cioculescu și Liviu Călin), e inclusă în vol. 3 (1962), p. 176–182.

## Legături externe
Calul Dracului este o nuvela.Personajul principal este Baba (fata de împărat blestemata). Iar secundar este drumețul (calul dracului).